# 黒田雄一
黒田 雄一（くろだ ゆういち）は日本のファッションデザイナー。自身のファッションブランド「LAD MUSICIAN」（ラッドミュージシャン）を運営する有限会社「フラワーズ」の代表取締役社長。東京都生まれ。

## 経歴
エスモードジャポンを卒業後、ウエディングドレスのデザイナーを経て、1991年にフラワーズを設立。音楽に対し造詣が深く、デザインにも大きく反映されている。例えば、2010年春夏のショーにおいては、パーカ姿にギターケースを背負ったモデルが舞台上に並ぶ演出で注目された。

## LAD MUSICIAN
主宰するコレクションブランド「LAD MUSICIAN」は、1995年にユニセックスストリートブランドとして、“音楽と洋服の融合”をコンセプトに据え東京コレクションにてコレクションデビュー。1998年には東京・代官山に初の直営店をオープンした。
黒田と親交があるとされるSMAPの稲垣吾郎は、2000年ごろのドラマなどで LAD MUSICIAN ブランドの着用していた。

### 店舗
国内にとどまらず、セレクトショップや百貨店等のディーラーで取り扱われている。
直営店は、東京、大阪、名古屋に計7店舗。
直営の通販も行っている。

### コラボレーション
宇川直宏は黒田が主宰するショーの演出を手がけるなど、黒田との関連が深い。
大手楽器メーカーFenderや、著名なミュージシャンなどとのコラボレーションも行っており、新たなファンを獲得している。
2012年のAWコレクション発表会では、THE NOVEMBERSがライヴを行い、その模様はUSTREAMチャンネル｢DOMMUNE｣にて配信された。